# Stilnamn
Stilnamn eller tilltalsnamn, (kinesiska: 字, pinyin: zì), var fram till början av 1900-talet ett extranamn som tilldelades kinesiska män av viss social status när de fyllde 20 (ibland tidigare) och användes som tilltalsnamn mellan jämnåriga eller av yngre till äldre. Även kvinnor med högre social ställning kunde ha stilnamn, som ofta tilldelades dem i samband med giftermål.
Bruket av stilnamn sanktionerades av en passage i Liji, ett bokverk som antecknade ritualer från Zhoudynastin, där det stod att det bland vuxna män var oartigt att tilltala varandra med personnamn ("förnamn"). Dessa reserverades för äldre personer att fortsätta använda. Stilnamn användes också i Vietnam (tự) och Korea. Seden att ta stilnamn försvann i samband med revolten mot gamla, framför allt konfucianska, traditioner i början av 1900-talet. Att många personer i Kinas historia är kända under flera namn förklaras delvis av stilnamnen.